# Peter Atherton
Pour les articles homonymes, voir Atherton.
Peter Atherton est un footballeur puis entraîneur anglais, né le 6 avril 1970 à Wigan. Évoluant au poste de défenseur ou de milieu de terrain, il est principalement connu pour ses saisons à Wigan Athletic, Coventry City, Sheffield Wednesday et Bradford City, ainsi que pour avoir été sélectionné en équipe d'Angleterre espoirs.

## Biographie

### Carrière de joueur
Natif de Wigan, il commence sa carrière dans le club local de Wigan Athletic. Il joue ensuite pour Coventry City puis pour Sheffield Wednesday, club dont il deviendra même le capitaine. 
Il quitte Sheffield après leur relégation pour s'engager à Bradford City. Il est prêté en 2001 à Birmingham City. Il termine sa carrière à Halifax Town, où une blessure anticipe son départ en retraite. Alors qu'il avait intégré l'encadrement technique du club en tant qu'entraîneur-adjoint en juin 2007, il rechausse les crampons le 16 octobre 2007, à cause d'un effectif décimé par les blessures.

### Carrière d'entraîneur
Sa première expérience d'entraîneur a lieu en novembre 2003 à Bradford City, lorsque les joueurs d'expérience du club (Atherton, David Wetherall, Dean Windass et Wayne Jacobs (en)) assurent eux-mêmes l'intérim entre Nicky Law (en) et Bryan Robson. 
Il a depuis été l'entraîneur des équipes de jeunes de Wigan Athletic et l'entraîneur-adjoint d'Halifax Town.